# Черноволенко, Георгий Тихонович
Георгий (Юрий) Тихонович Черноволенко (1898—1971) — советский актёр театра и кино, заслуженный артист РСФСР (1947).

## Биография
Георгий Тихонович Черноволенко родился 26 августа [8] сентября 1898 года.
В 1916 году окончил Санкт-Петербургское первое реальное училище. Участник Первой мировой войны и гражданской войны 1918—1922, был ранен. В 1920-е годы — экспедитор Всероглавштаба и статистик Главпочтампта.
Одновременно с 1920 года — в Театре-студии имени Ф. И. Шаляпина, которым в это время руководил А. Д. Дикий. После закрытия этого театра — в Театре-студии под руководством Р. Н. Симонова, где играл заметные роли (Нароков в «Талантах и поклонниках», Лопахин в «Вишнёвом саде», Протасов в «Детях солнца», Дубровский-старший в «Дубровском»).
В 1937—1941 годах — в Ленинградском театре драмы и комедии. В годы войны играл в эвакуации в Ашхабаде.
В 1944—1959 годах служил в Театре им. Ермоловой (приглашён по инициативе А. М. Лобанова). Сыграл Ковпака («Люди с чистой совестью»), инженера Березина («Далеко от Сталинграда»), Кучумова («Бешеные деньги»), барона Геккерна («Пушкин» А. Глобы), профессора Аверина («В добрый час!»), Мармеладова («Преступление и наказание» и др.).
Игра Черноволенко получила высокую оценку коллеги по театру, И. И. Соловьёва, при этом его работа над ролью удивляла коллег: «Скажем, идет очередная репетиция, он работает нормально: общается с партнерами, передвигается по сцене, говорит текст, а потом на какой-то репетиции, ни с того ни с сего берет в правую руку тетрадку, левую засовывает в карман и чуть слышно проговаривает свои слова, уже никого не видя, ни с кем не общаясь, и чисто внешне, без всякой внутренней затраты, выполняет мизансцены. Когда же наступал прогон, он играл в полную силу и оказывался готовым не меньше, а зачастую и больше всех остальных партнеров. Видимо, он намечал в своей роли внутреннюю линию, распределял темперамент, а когда решал, что роль готова, отрывался от партнеров, брал тетрадку и начинал шептать, очевидно, чтобы не расплескиваться и не выкладываться, чтобы приберечь силы к премьере».
Заслуженный артист Кабардино-Балкарской АССР.
Заслуженный артист РСФСР (1947).
Ушёл из жизни в 1971 году. Похоронен на Ваганьковском кладбище (13 уч.).

## Семья
Брат — художник В. Т. Черноволенко. Вторая супруга — актриса Нина Попова.

## Творчество

### Фильмография
- 1936 — Зори Парижа — Фраппо
- 1936 — Поколение победителей — Картузов
- 1937 — Гаврош — Жак
- 1939 — В поисках радости — Плакущев
- 1948 — Суд чести — Вуд
- 1950 — Далеко от Москвы — Фурсов
- 1953 — Великий воин Албании Скандербег — Мараш
- 1953 — Застава в горах — Картер
- 1954 — Аттестат зрелости — Борис Иванович Грохотов
- 1954 — Море студёное — капитан Ван-Глек
- 1956 — Триста лет тому… — доктор
- 1957 — Его время придет — Кроэриус
- 1957 — Улица полна неожиданностей — Иван Захарович Воднев
- 1958 — Лавина с гор — Кантемир
- 1959 — Василий Суриков — Гребнев
- 1959 — Его поколение — Савелий Миронович
- 1959 — Заре навстречу — Осип Давыдович Изаксон
- 1959 — Люди голубых рек — Павел Кузьмич
- 1959 — Сын Иристона
- 1960 — Ловцы губок — дядя Анестис
- 1960 — Северная повесть — отец Анны
- 1961 — Суд сумасшедших — президент концерна
- 1962 — Бей, барабан! — Иван Матвеевич
- 1962 — Чёрная чайка — кубинец, житель прибрежного посёлка

### Озвучивание мультфильмов
- 1947 — Конёк-Горбунок — чтец